# Saeed Younan
Saeed Younan er en amerikansk DJ og producer.